# 巴拉顿乌伊洛克
巴拉顿乌伊洛克（匈牙利語：Balatonújlak）是匈牙利绍莫吉州所辖的一个村。总面积10.81平方公里，总人口525，人口密度48.6人/平方公里（2011年1月1日）。